# بابیان
در دورهٔ قاجار، دین بابیت با تلاش سید علی‌محمد باب طباطبایی شیرازی، پدید آمد.
به پیروان سید علی‌محمد باب، بابی یا پیرو آیین بیانی گفته می‌شود. همچنین به بابیانِ پس از میرزا یحیی نوری (معروف به صبح ازل)، بابی ازلی گفته می‌شود.

## پیشینه

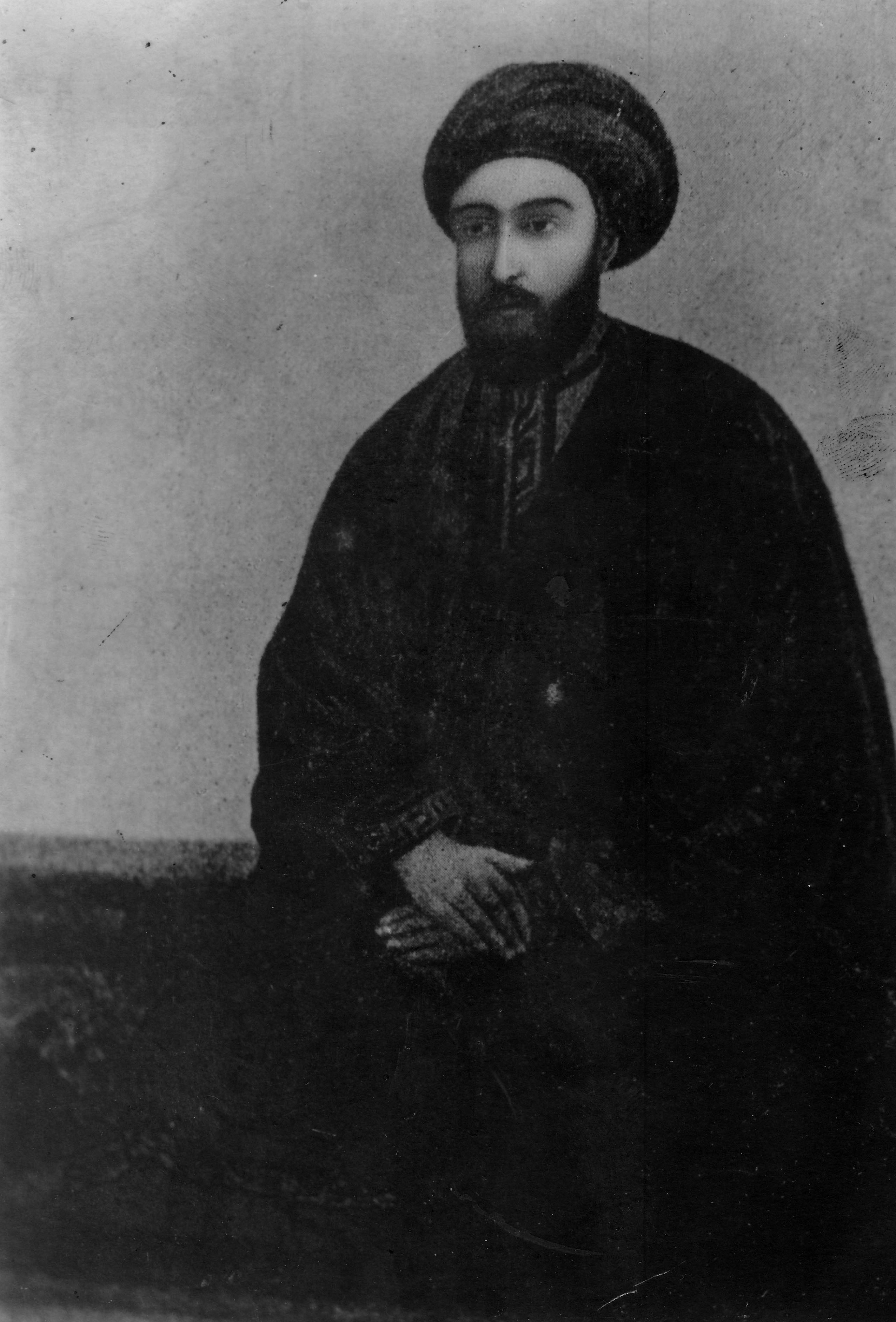
سید علی‌محمد شیرازی، مشهور به باب

میرزا یحیی نوری، ملقب به صبح ازل، ثمره و وحید

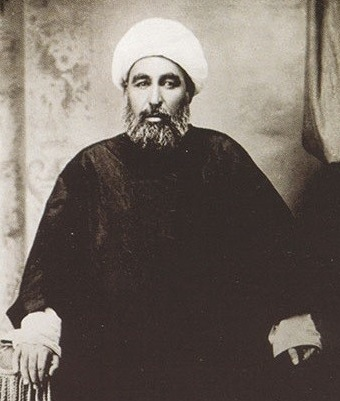
میرزا نصرالله ملک‌المتکلمین، یکی از کنشگران جنبش مشروطه ایران

احمد روحی، داماد میرزا یحیی صبح ازل و یکی از کنشگران جنبش مشروطه ایران

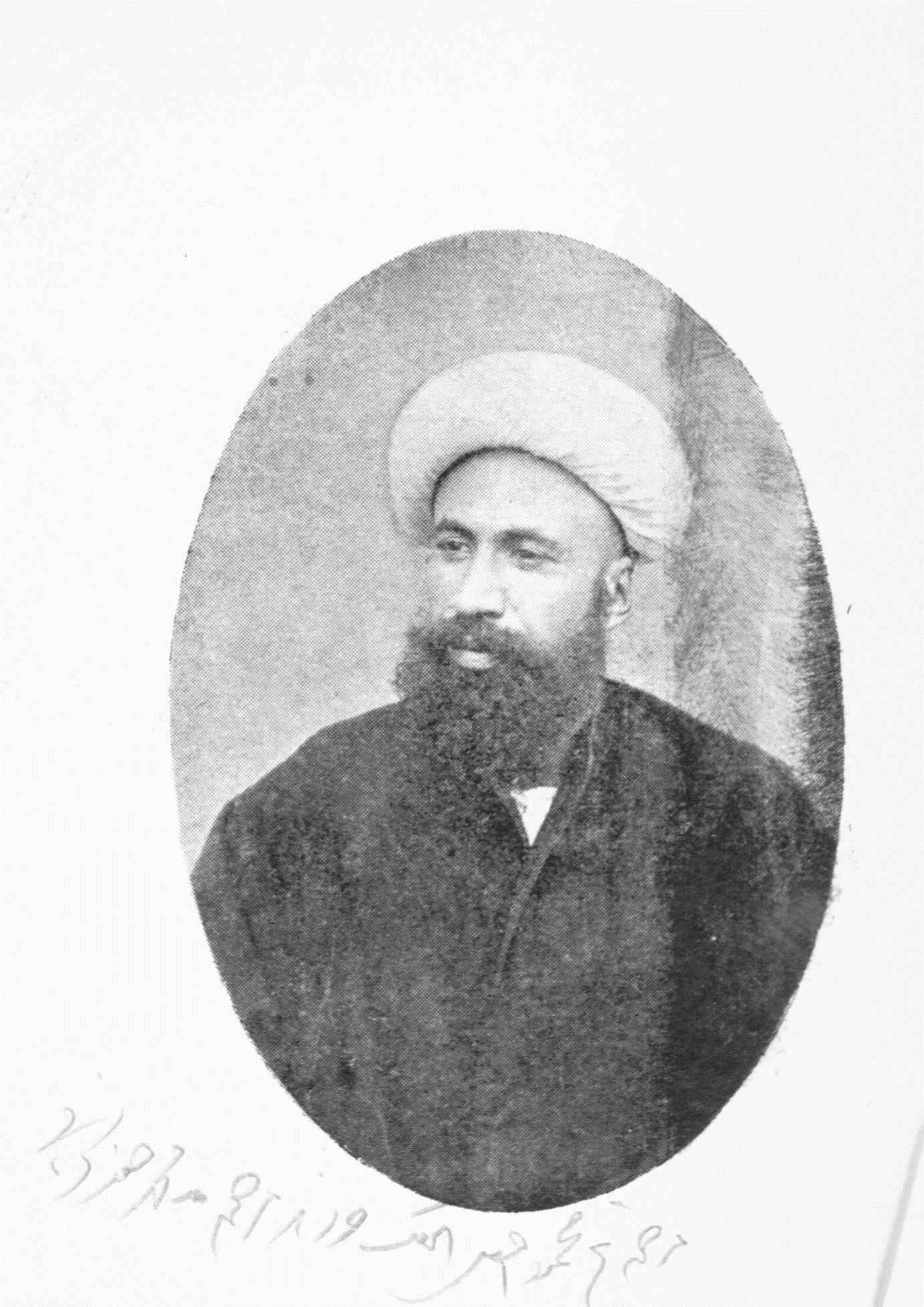
محمود افضل‌الملک کرمانی، فرزند محمدجعفر کرمانی «شیخ العلما» و نیز یکی از کنشگران جنبش مشروطه ایران

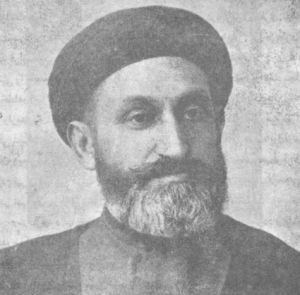
یحیی دولت‌آبادی یکی از فرزندان میرزا هادی دولت‌آبادی

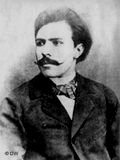
میرزا جهانگیرخان شیرازی، معروف به جهانگیرخان صور اسرافیل، روزنامه‌نگار و یکی از کنشگران جنبش مشروطه ایران که سرانجام کشته شد

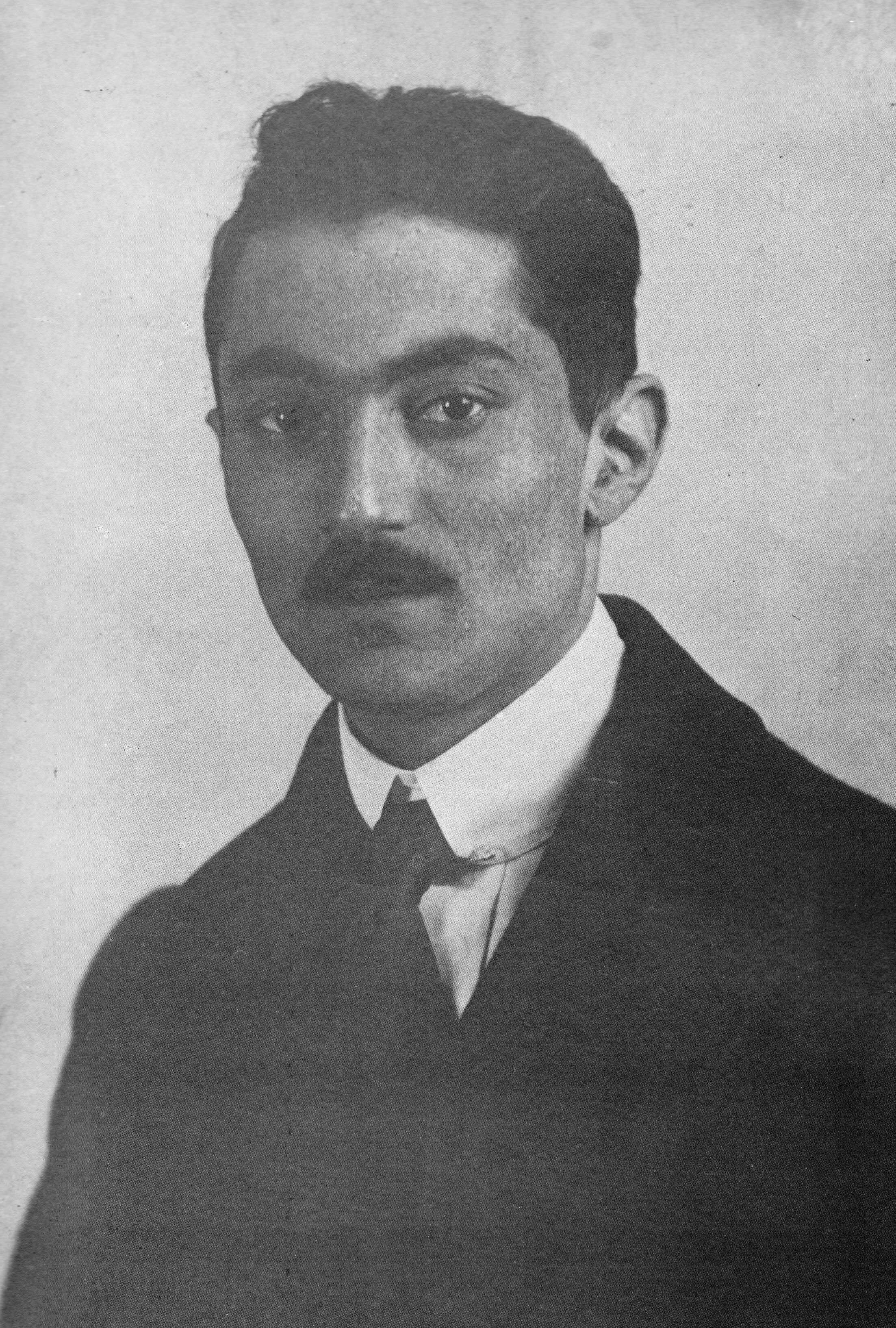
محمدعلی جمال‌زاده اصفهانی، فرزند جمال‌الدین واعظ اصفهانی و نیز «پدر داستان کوتاه» در زبان فارسی

علی‌محمد فره‌وشی، نویسنده و مترجم و پدر بهرام فره‌وشی

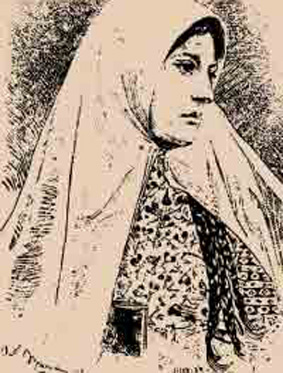
فاطمه برغانی قزوینی، معروف به طاهره قرةالعین، یکی از کنشگران جنبش بابیه و نیز عامل برداشته شدن حجاب در دورهٔ قاجاریان که سرانجام کشته شد

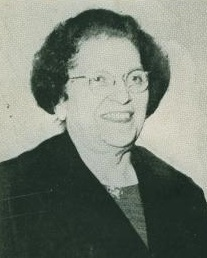
صدیقه دولت‌آبادی، پایه‌گذار انجمن مخدرات وطن و منتشر کنندهٔ نشریهٔ فارسی برای زنان به نام زبان زنان و فرزند دیگر یکی از پیشوایان بابیه (ازلیه) یعنی میرزا هادی دولت‌آبادی

### بابیان در دورهٔ قاجاریه

تصویری از سلیمان‌خان تبریزی، یکی از بابیان، در حالی که شمع‌آجین شده‌است

در دوران قاجار، فساد و عقب ماندگی فرهنگی و اقتصادی و سیاسی و اجتماعی و نیز هرج و مرج و دخالت کشورهای بیگانه، وجود داشت. این آشفتگی‌ها وضعیت زندگی بهائیان (و بابیان) را بدتر کرده و باعث تجاوز به حقوق و پایمال شدن دارایی‌ها… یشان از سوی حکومت قاجاریه می‌شد.
بر اثر تحریک ملاها و فقیهان اسلامی، زندگی بهائیان (مانند بابیان)، بسیار تلخ و ناگوار شده و به دردناک‌ترین شیوه‌ها کشته می‌شدند و خانواده‌هایشان نابود می‌شد.
در دورهٔ قاجاریه، برخی از زرتشتیان و یهودیان و مسلمانان، از جمله، شماری از فقیهان و مبلغان اسلامی، بابی شده و البته بسیاری‌شان بعدها بهائی شدند.

#### جدا شدن بابیان (ازلیان) از بهائیان
پس از تیرباران سید علی‌محمد باب در سال ۱۸۵۰، پیروانش که به «بابی»، مشهور بودند، بر پایهٔ گفتهٔ باب در کتاب بیان، در پی موعود آیین بابی-که در کتاب بیان با عنوان من یظهره الله از او شده‌است-می‌گشتند. در سال ۱۸۶۳ بهاءالله، برادر بزرگ‌تر میرزا یحیی نوری، خود را «من‌یظهره‌الله»، موعود کتاب بیان، معرفی کرد؛ بیشتر بابیان به او باورمند شده و بهائی نامیده شدند؛ با این حال، گروه اندکی که به پیروی از میرزا یحیی نوری (معروف به صبح ازل) بابی ماندند، ازلی نام گرفتند. ازلیان با پنهان کردن هویت دینی خود، عملاً در جامعه اسلامی، حل شدند.

## بزرگان، سرشناسان و نیز کنشگران برجستهٔ دین بابیت
در این بخش، به سرشناسان و کنشگران دین بابیه (بیانی) یعنی بابیانِ اهل هنر، ادبیات، دانش، دین، عرفان، سیاست و همچنین مبلغان اسلام‌گرای بابی‌شده، بابیان بی‌دین‌شده و بابیان کشته‌شده، پرداخته شده‌است.
شمار چشمگیری از بابیان، بعدها بهائی شدند که نام آن‌ها در نوشتار بهائیان ایرانی آورده شده‌است.

### هنر
1. باقر تبریزی؛[۹][۱۰] خوشنویس.

### ادبیات
1. محمدعلی جمال‌زاده اصفهانی (فرزند جمال‌الدین واعظ اصفهانی، ملقب به «صدرالواعظین» و «صدرالمحققین»)؛ مترجم، پیشتاز قصّه‌نویسی معاصر (نویسنده نخستین مجموعهٔ داستان‌های کوتاه ایرانی با عنوان یکی بود یکی نبود (مجموعه‌داستان))، پدر داستان کوتاه در زبان فارسی و آغازگر سبک واقع‌گرایی در ادبیات فارسی. جمال‌زاده در سال ۱۹۶۵ نامزد جایزه نوبل ادبیات شد.
2. محمدمهدی شریف کاشانی؛ کنشگر اجتماعی و نویسنده (کتاب واقعات اتفاقیه در روزگار).[۱۱][۱۲]
3. علی‌محمد فره‌وشی («مترجم همایون»؛ پدر در بهرام فره‌وشی)؛ مترجم، یکی از پایه‌گذاران مدارس نوین در ایران و از نخستین نویسندگان کتاب‌های درسی جدید برای دانش‌آموزان ایرانی، آشنایی کامل با زبان فارسی و فرانسوی.

#### شعر
1. فاطمه برغانی قزوینی (طاهره قرةالعین)؛ شاعر، خطیب، مجتهد، عارف[۱۳] و یکی از سران جنبش بابیه که سرانجام، اعدام شد.
2. کریم خان مافی («بهجت قزوینی»)؛ شاعر و خوش‌نویس؛[۱۴]
3. محمد کرادی بغدادی؛ شاعری[۱۵] که سرانجام، کشته شد.[۱۶]
4. میرزا محمدرضا («عرب») کاشی؛ شاعر؛[۱۷]
5. میرزا عبدالله «غوغا» ی قزوینی؛ شاعر و صوفی.[۱۸]
6. پروین دولت‌آبادی، شاعر و از بنیان‌گذاران شورای کتاب کودک بود،[۱۹]

### فلسفه و علم
1. محمدعلی فروغی، ملقّب به ذُکاءُالمُلک، ملی‌گرا، تجددخواه، روشن‌فکر، مترجم، ادیب و سخن‌شناس، فیلسوف، تاریخ‌دان، روزنامه‌نگار، سیاست‌مدار، دیپلمات، نماینده و رئیس مجلس، وزیر و نخست‌وزیر ایران.[۲۰][۲۱][۲۲]
2. جمال‌الدین واعظ اصفهانی، ملقب به «صدرالواعظین» و «صدرالمحققین» (پدر محمدعلی جمال‌زاده اصفهانی)؛ نویسنده و یکی از کنشگران جنبش مشروطه ایران.[۲۳][۲۴][۲۵]
3. میرزا محمد ناظم‌الاسلام کرمانی؛[۲۶][۲۷] نویسنده، روزنامه‌نگار، مدیر برخی از روزنامه‌ها در دوره مشروطه و نیز نویسنده کتاب تاریخ بیداری ایرانیان.

### سیاست و جامعه
1. میرزا علی‌محمد دولت‌آبادی (فرزند هادی دولت‌آبادی)؛ سیاست‌مدار
2. میرزا جهانگیرخان صور اسرافیل شیرازی؛ روزنامه‌نگار و کنشگر سیاسی‌ای که سرانجام، کشته شد.[۲۸][۲۹]
3. صدیقه دولت‌آبادی (فرزند هادی دولت‌آبادی)؛ کنشگر در زمینهٔ حقوق زنان و پایه‌گذار انجمن مخدرات وطن و منتشر کنندهٔ نشریهٔ فارسی برای زنان به نام زبان زنان.
4. میرزا نصرالله ملک‌المتکلمین؛ سخنور، کنشگر دورهٔ جنبش مشروطه ایران، یکی از مدیران انجمن باغ میکده و نیز از بنیان‌گذاران برخی از مدارس جدید.[۳۰][۳۱][۳۲]
5. میرزا محمد جعفر صدر العلما؛ یکی از کنشگران جنبش مشروطه ایران.[۳۳][۳۴]
6. قاضی قزوینی؛ یکی دیگر از کنشگران جنبش مشروطه ایران.[۳۵][۳۶]

### دین و عرفان
1. سید علی‌محمد باب طباطبایی شیرازی؛ پایه‌گذار دین بابیت.
2. میرزا یحیی نوری مازندرانی، معروف به صبح ازل (برادر میرزا حسین‌علی نوری مازندرانی بهاءالله)؛ دومین پیشوای بابیه (ازلیه).
3. میرزا هادی دولت‌آبادی (پدر یحیی دولت‌آبادی، علی‌محمد دولت‌آبادی و صدیقه دولت‌آبادی و نیز یکی از شاگردان میرزای شیرازی و زین‌العابدین حائری مازندرانی)؛ مجتهد، از سوی میرزا یحیی صبح ازل نوری، ملقب‌شده به «اسم‌الله الودود»[۳۷] و نیز سومین پیشوای کیش بابیه (ازلیه).[۳۸][۳۹][۴۰]

## برخی از مجتهدان و مبلّغان اسلام‌گرای بابی شده
1. یحیی («وحید») دارابی فرزند سید جعفر کشفی دارابی بروجردی؛ وی به نمایندگی از محمدشاه برای بررسی ادعاهای سید علی‌محمد باب، با او در شیراز ملاقات کرد و از پیروان وی شد. دارابی، سرانجام در راه عقیده کشته شد. برخی از عالمان مسلمان یزد توسط او بابی شدند.[۴۱][۴۲]
2. فاطمه برغانی قزوینی (طاهره قرةالعین)؛ شاعر، خطیب، مجتهد، عارف[۴۳] و یکی از سران جنبش بابیه و نیز عامل برداشته شدن حجاب در دورهٔ قاجاریان که سرانجام، اعدام شد.
3. ملا علی بسطامی؛ او در نجف، نامه‌ای از سوی باب به محمدحسن نجفی، مرجع تقلید برجستهٔ وقتِ شیعه رساند. بسطامی به دلیل تبلیغ دین نو در عراق، تکفیر و محاکمه شد و پس از انتقال به استامبول، در آنجا زندانی شد. او کمی بعد در اواخر سال ۱۸۵۶ در زندان درگذشت.[۴۴][۴۵]
4. ملاحسین بشرویه (باب‌الباب)؛ نخستین کسی که به باب، ایمان آورد.[۴۶][۴۴][۱۰][۹]
5. میرزا محمدحسن بشرویه (برادر کوچک ملا حسین بشرویه)؛
6. میرزا محمدباقر بشرویه‌ای (همشیره‌زاده ملا حسین بشرویه)؛
7. ملا محمدعلی زنجانی («حجت»؛ پدر حامدالملک شیرازی)؛[۴۷][۴۴]
8. حامدالملک شیرازی؛ (فرزند ملا محمدعلی زنجانی («حجت») و داماد پسر یحیی صبح ازل)؛
9. میرزا محمود شیرازی؛
10. ملا محمدعلی بارفروشی (ملقب به «قدوس» و نیز «اسم‌الله الآخر»)؛[۴۴][۱۰][۴۸]
11. ابوالحسن («اشرف») شیخ‌الاسلام نیریزی (متخلص به «شهاب»)؛ شاعر و نیز یکی از مبلغان پیشین آیین اسلام؛[۴۹]
12. میرزا محمدعلی قزوینی؛
13. ملا محمود خویی؛[۹][۱۰]
14. میرزا اسدالله خویی؛
15. محمد شبل بغدادی (پدر محمدمصطفی بغدادی)؛ یکی از شاگردان سید کاظم رشتی)[۵۰] و از مبلغان پیشین کیش اسلام؛
16. میرزا نصرالله ملک‌المتکلمین؛[۵۱][۵۲] سخنور، کنشگر دورهٔ جنبش مشروطه ایران، یکی از مدیران انجمن باغ میکده و نیز از بنیان‌گذاران برخی از مدارس جدید.[۵۳][۵۴][۵۵][۵۶]
17. ملا یوسف اردبیلی؛[۹][۱۰]
18. ملا باقر تبریزی؛ خوشنویس؛[۹][۱۰]
19. محمد منشادی یزدی؛ اثرگذار فکری بر یحیی دولت‌آبادی، جمال‌الدین واعظ اصفهانی و ملک‌المتکلمین تأثیر داشته‌است.[۵۷]
20. ملا جلیل ارومی (ارومیه‌ای)؛[۹][۱۰]
21. ملا احمد ابدال مراغه‌ای.[۹][۱۰]
22. محمدجعفر کرمانی ته‌باغ‌لله‌ای (معروف به «شیخ العلما»؛ پدر احمد روحی، ابوالقاسم روحی، محمود افضل‌الملک کرمانی و مهدی بحرالعلوم کرمانی)؛ مجتهد؛[۵۸]
23. احمد روحی (فرزند محمدجعفر کرمانی)؛[۵۹][۶۰]
24. ابوالقاسم روحی؛ یکی از فرزندان دیگر محمدجعفر کرمانی؛[۶۱]
25. محمود افضل‌الملک کرمانی؛ یکی دیگر از فرزندان محمدجعفر کرمانی؛[۶۲]
26. مهدی بحرالعلوم کرمانی؛ یکی از فرزندان دیگر محمدجعفر کرمانی؛ یکی از کنشگران جنبش مشروطه ایران و از اعضای انجمن باغ میکده؛[۶۳]
27. میرزا هادی دولت‌آبادی (پدر یحیی دولت‌آبادی، علی‌محمد دولت‌آبادی و صدیقه دولت‌آبادی و نیز یکی از شاگردان میرزای شیرازی و زین‌العابدین حائری مازندرانی)؛ مجتهد، از سوی میرزا یحیی صبح ازل نوری، ملقب‌شده به «اسم‌الله الودود»[۶۴] و نیز سومین پیشوای کیش بابیه (ازلیه).[۶۵][۶۶][۶۷]
28. یحیی دولت‌آبادی (فرزند میرزا هادی دولت‌آبادی)؛ یکی از کنشگران جنبش مشروطه ایران[۶۸][۶۹]
29. رفیع طاری؛
30. ملا رجبعلی قهیر اصفهانی؛ که سرانجام، ترور و کشته شد.
31. سعید هندی؛
32. ملا هاشم کاشی؛
33. جمال‌الدین واعظ اصفهانی، ملقب به «صدر الواعظین» و «صدر المحققین» (پدر محمدعلی جمال‌زاده اصفهانی)؛ نویسنده و یکی از کنشگران جنبش مشروطه ایران.[۷۰][۷۱]
34. سید حسین یزدی؛
35. میرزا محمد روضه‌خوان یزدی؛
36. میرزا محمد ناظم‌الاسلام کرمانی؛[۷۲][۷۳] نویسنده، روزنامه‌نگار، مدیر برخی از روزنامه‌ها در دوره مشروطه و نویسنده کتاب تاریخ بیداری ایرانیان.
37. میرزا هادی قزوینی؛
38. میرزا محمد حسین اعتضاد الحکما؛[۷۴]
39. میرزا حسین میلانی؛
40. سید بصیر هندی؛
41. میرزا محمد جعفر صدر العلما؛ یکی از کنشگران جنبش مشروطه ایران.[۷۵][۷۶]
42. میرزا محسن (برادر صدر العلما)؛
43. میرزا حسین قطب نیریزی؛
44. قاضی قزوینی؛ یکی دیگر از کنشگران جنبش مشروطه ایران.[۷۷][۷۸]
45. میرزا موسی قمی؛
46. میرزا احمد مشرف کرمانی.
47. میرزا حسن تبریزی، معروف به حسن رشدیه؛ دربارهٔ بابی بودن وی ابهام، وجود دارد؛ برخی وی را بابی ازلی می‌دانند.[۷۹][۸۰] وی به دلیل بابی بودن، تکفیر شد، برخی از مدارسش ویران شده و برخی از دانش‌آموزان آن مدارس نیز کشته شدند. وی یکی از کنشگران جنبش مشروطه ایران بوده و نیز از اعضای انجمن باغ میکده بود که بیشترشان بابی بودند.[۸۱]

## برخی از بابیاندین‌ناباورشده
1. میرزا آقاخان کرمانی؛ نویسنده (از جمله، کتاب «سه مکتوب» که در نقد دین است)، آزادی‌خواه، منتقد، و یکی از رهبران فکری جنبش مشروطه ایران و نیز مبلغ پیشین اسلام و بابیت بود که بعدها دین‌ناباور شد. وی به همراه چند تن از یارانش به گونهٔ دلخراش، کشته شد.

## در دوران مشروطه
در دوره قاجار، بابیان، تحت سرکوب و تعقیب بودند و به همین علت وابستگی مذهبی خود را مخفی می‌کردند. دیگران هم، در صورت مطلع بودن، تمایلی به افشای نقش فعالان بابی‌های ازلی نداشتند؛ بنابراین تاریخ‌نگاران از میزان تعلق فعالان مشروطه‌خواه به این فرقه گزارش دقیقی نداده‌اند. ادوارد براون از میرزا جهانگیر خان صور اسرافیل و ملک‌المتکلمین، که در واقعه به توپ بستن مجلس کشته شدند، به عنوان فعالان ازلی نام برده، اما به نام دیگران اشاره نکرده‌است؛ چون به گفته خودش، در آن زمان هنوز زنده بوده‌اند.

## آمار کشتار بابیان
دربارهٔ شمار بابیانِ قتل‌عام، عدد دقیقی در دست نیست. یکی از پژوهش‌های متأخر، این عدد را کمی بیش از «۳٫۰۰۰ (سه هزار)» نفر، برآورد کرده‌است که بیشترشان در درگیری‌های طبرسی، نیریز و زنجان، کشته شدند. تعداد، احتمالاً از این مقدار، بیشتر است، به ویژه به دلیل اینکه نام‌ها و مسئلهٔ اعدام بابیانی که در سال ۱۸۵۲ کشته شدند، جایی ثبت نشده‌است. بیشتر کشته‌شدگان، مرد بودند؛ البته به فهرست کشته‌شدگان مورد نظر، آن دسته از زنان، کودکان و سالمندانی که از سختی و گرسنگی، درگذشتند نیز باید افزود. در منابع بهائی، عدد کشته‌شدگان را کم و بیش، «۲۰٫۰۰۰ (بیست هزار)» تن، اعلام شده‌است. برخی از افراد قتل‌عام شدهٔ پیش‌گفته، بهائی بودند.

### نام‌های برخی از بابیان کشته شده
1. فاطمه برغانی قزوینی (طاهره قرةالعین)؛ شاعر، خطیب، مجتهد، عارف[۸۵] و یکی از سران جنبش بابیه و نیز عامل برداشته شدن حجاب در دورهٔ قاجاریان که سرانجام، اعدام شد.
2. محمدعلی زنوزی؛ که به همراه سید علی‌محمد شیرازی («باب») تیرباران شد.
3. ملاحسین بشرویه (باب‌الباب)؛ نخستین کسی که به باب، ایمان آورد.[۸۶][۴۴][۱۰][۹]
4. ملا محمدعلی بارفروشی (ملقب به «قدوس» و نیز «اسم‌الله الآخر»)؛[۴۴][۱۰][۴۸]
5. ملا رجبعلی قهیر اصفهانی؛ که سرانجام، ترور و کشته شد.
6. یحیی (وحید) دارابی فرزند سید جعفر کشفی دارابی بروجردی؛ وی به نمایندگی از محمدشاه برای بررسی ادعاهای سید علی‌محمد باب، با او در شیراز ملاقات کرد و از پیروان وی شد. دارابی، سرانجام، در راه عقیده، کشته شد. برخی از عالمان مسلمان یزد توسط او بابی شدند.[۸۷][۴۲]
7. سلیمان‌خان تبریزی؛ که با شکنجه (شمع‌آجین) کشته شد.
8. محمدعلی (حجت) زنجانی.[۸۸][۴۴]
9. میرزا جهانگیرخان صور اسرافیل شیرازی؛ روزنامه‌نگار و کنشگر سیاسی‌ای که سرانجام، کشته شد.
10. محمد کرادی بغدادی؛ شاعری[۸۹] که سرانجام، کشته شد.[۹۰]